# Mellicta parthenoides
Mellicta parthenoides är en fjärilsart som beskrevs av Wilhelm Moritz Keferstein 1851. Mellicta parthenoides ingår i släktet Mellicta och familjen praktfjärilar. Inga underarter finns listade i Catalogue of Life.